# Joachim Albrecht Eggeling
 (juin 2019).
Joachim Albrecht Leo Eggeling, né le 30 novembre 1884 à Blankenburg (Harz) et mort par suicide le 15 avril 1945 à Halle (Saale), était le Gauleiter nazi de Halle-Mersebourg et le haut président (Oberpräsident) de la province de Halle-Mersebourg.

## Biographie
Joachim Eggeling est né à Blankenburg am Harz dans le duché de Brunswick. Fils d'un fermier, Eggeling s'est rendu à la Bürgerschule (une sorte d'école de formation professionnelle que l'on trouvait jadis dans certaines régions d'Allemagne) et au Gymnasium de Blankenburg. Entre 1898 et 1904, il termine sa formation d'officier dans les écoles de cadets d'Oranienstein et de Groß-Lichterfelde (Berlin).
En mars 1904, Eggeling rejoint l'armée en tant que lieutenant d'infanterie et, après août 1914, sert dans des unités de combat pendant la Première Guerre mondiale. En 1915, il est promu capitaine et dirige une unité de mitrailleuses.
Durant la révolution allemande de 1918-1919, il se bat en tant que membre des fusiliers Goslar contre la Ligue spartakiste à Hanovre. En octobre 1919, il se retire de l'armée et fréquente le collège d'agriculture de Halle. Il termine ses études à l'âge de 35 ans et commence à travailler comme agriculteur. En novembre 1922, il administre le domaine rural de Frose à Anhalt. Eggeling a rejoint le parti nazi (numéro de membre: 11 579) en juillet 1925.
En 1930, il organise l'appareil politique agraire dans le Reichsgau de Saxe-Anhalt (à ne pas confondre avec l'état actuel de Saxe-Anhalt). En juin 1933, il est nommé responsable de l'agriculture (Landesbauernführer) des provinces de Saxe et d'Anhalt. Ses compétences impressionnent tellement ses supérieurs qu'il est élu au Reichstag pour le NSDAP en novembre 1933.
Après le décès du Gauleiter Wilhelm Friedrich Loeper le 23 octobre 1935, Eggeling est inculpé de direction de l'entreprise Gau[incompréhensible]. Grâce à cela, il est autorisé à quitter son poste de responsable de l'agriculture de la province en février 1936. La même année, il rejoint la SS (numéro de membre : 186 515) et obtient le rang honorifique de SS-Brigadeführer.
Le 20 avril 1937, il est nommé Gauleiter de Halle-Merseburg, succédant à Rudolf Jordan. Parallèlement, il a exercé les fonctions de conseiller d'État prussien et de SS-Gruppenführer.
En 1943, il est promu SS-Obergruppenführer. Le 18 août 1944, il est nommé haut président de Mersebourg. En avril 1945, convaincu de l'inutilité de défendre la ville de Halle, encombrée de milliers de réfugiés et menacée par les troupes américaines en progression, Eggeling tente en vain d'amener Adolf Hitler à annuler son ordre inconditionnel de défense jusqu'à la mort. Après avoir échoué dans sa mission, il se suicide par balle au château de Moritzburg à Halle-sur-Saale.

## Prix et décorations
- 1914 : Croix de fer, deuxième et première classe
- Insigne de blessure 1914 en noir
- Croix d'honneur 1914/1918
- insigne d'honneur en or du parti nazi
- Croix du Mérite de guerre deuxième et première classe sans épées
- Bague d'honneur SS
- Épée d'honneur du Reichsführer-SS[1]